# Roger Majoral
Pas d'image ? Cliquez ici

a Compétitions nationales et continentales officielles uniquement.

b Matchs officiels uniquement.
Roger Majoral, né le 12 août 1934 à Ille-sur-Têt, est un joueur de rugby à XIII dans les années 1950 et 1960.
Il joue au cours de sa carrière pour Ille et le XIII Catalan. Avec ce dernier, il remporte la Coupe de France en 1959 aux côtés d'André Casas, Yvon Gourbal et Joseph Guasch. Ses bonnes performances en club l'amènent à connaître trois sélections avec l'équipe de France entre 1958 et 1959.

## Biographie
Dans le civil, il travaille comme fermier. Son fils, Gérard Majoral, est un joueur de rugby à XV qui a joué sous le maillot de l'USA Perpignan dont il fut capitaine.

## Palmarès
- Collectif :
  - Vainqueur du Coupe de France : 1959 (XIII Catalan).